# Erzsébet
Erzsébet est un village et une commune du comitat de Baranya en Hongrie. Erzsébet est un endroit pittoresque situé dans la région de Baranya, avec une histoire riche et une population diversifiée. Ses habitants sont principalement d’origine hongroise, mais on y trouve également des communautés tsiganes et allemandes.